# Keven Mealamu
Keven Filipo Mealamu (Tokoroa, 20 marzo 1979) è un ex rugbista a 15 neozelandese, fino al 2015 tallonatore dei Blues di Auckland, terzo giocatore in assoluto del suo Paese a raggiungere le 100 presenze negli All Blacks.
Al momento dell'annuncio del suo ritiro dall'attività, reso pubblico il 25 agosto 2015, era il recordman di presenze in Super Rugby con 175 incontri, di cui 164 con i Blues e 11 con i Chiefs.
Il ritiro è avvenuto alla fine della Coppa del Mondo di rugby 2015 nella quale Mealamu si è laureato campione del mondo per la seconda volta consecutiva, avendo vinto anche quella del 2011.

## Biografia
Già in Nazionale Under-16 nel ruolo di terza linea ai tempi della frequenza scolastica all'Aorere College di Auckland, passò successivamente al ruolo di tallonatore.
Fu ingaggiato dalla squadra provinciale di Auckland nel 1999 e, l'anno seguente, dalla franchise di Super 12 a essa afferente, i Blues.
Nel 2002 trascorse una stagione nella franchise degli Chiefs del Waikato, nel corso della quale si mise in luce per la Nazionale: esordì negli All Blacks durante il tour di fine anno 2002 a Cardiff contro il Galles.
Tornato ai Blues vinse il Super 12 2003 e prese parte successivamente alla spedizione neozelandese alla Coppa del Mondo di rugby 2003, dove la squadra si classificò terza; prese anche parte, dopo la Coppa del Mondo di rugby 2007, ai vittoriosi tour nelle Isole britanniche del 2008 e 2010 che si risolsero con il Grande Slam per gli All Blacks; nel 2011 fu titolare nella formazione che si aggiudicò la Coppa del Mondo.
Nel 2005 Mealamu e il suo compagno di Nazionale Tana Umaga si trovarono al centro di una grave controversia facente seguito a un episodio di gioco: durante il primo test del tour dei British Lions, i due operarono un placcaggio, successivamente denunciato dallo staff dei Lions come pericoloso, sull'irlandese Brian O'Driscoll, che procurò al giocatore la slogatura della spalla e la fine del suo tour; nonostante le difese di Graham Henry, tecnico degli All Blacks, che definì il fatto come un normale incidente di gioco, l'International Rugby Board si espresse al proposito e, pur non punendo il fatto per via di carenze regolamentari, decise di trattare futuri interventi del genere come rischiosi per l'incolumità dei giocatori e sanzionabili fino a sei mesi di squalifica.
Il 20 ottobre 2012, contro l'Australia a Brisbane, Mealamu divenne il terzo neozelandese, dopo Richie McCaw e Mils Muliaina, a raggiungere le 100 presenze negli All Blacks.
Il 4 marzo 2015 Mealamu raggiunse il 163º incontro in Super Rugby divenendo il recordman di presenze di tale competizione.
Il suo ultimo incontro di club, il 164º per i Blues e il 175º assoluto in Super Rugby, fu il 12 giugno 2015 all'Eden Park di Auckland, una sconfitta 7-44 contro gli Highlanders.
Dopo avere ricevuto la convocazione per la Coppa del Mondo di rugby 2015, la sua quarta consecutiva, Mealamu annunciò il suo ritiro definitivo dall'attività agonistica dopo la competizione mondiale.
Il 31 dicembre 2015 ricevette, per i suoi contributi alla disciplina, l'onorificenza di membro dell'Ordine al merito della Nuova Zelanda.
All'attivo di Mealamu figurano anche tre inviti nei Barbarians, il più recente dei quali nel 2013 per un match contro Figi.

## Palmarès
- Coppe del mondo: 1
Nuova Zelanda: 2011, 2015
- Super Rugby: 1
Blues: 2003